# Litarachna caribica
Litarachna caribica is een mijtensoort uit de familie van de Pontarachnidae. De wetenschappelijke naam van de soort is voor het eerst geldig gepubliceerd in 2008 door Pesic, Chatterjee & Schizas.